# Salamis
Salamis (Σαλαμίς), novořecky Salamina (Σαλαμίνα), je řecký ostrov, uzavírající ústí Eleusínské zátoky, v severní části Sarónského zálivu Egejského moře, zhruba 20 km západně od Athén, na dohled od přístavu Pireus. Rozlohou 93 km² je největším z ostrovů Sarónského zálivu, nejvyšší bod vápencového masívu, tvořícího Salamínu, dosahuje 365 m nad hladinou moře.
Ostrov má kolem 35 tisíc obyvatel, spadá do regionální jednotky Ostrovy v kraji Attika, a celé jeho území je součástí města Salamina. Před 1. lednem 2011 bylo území ostrova rozděleno mezi města Salamina, ležící na západním, a Ambelakia, ležícím na východním pobřeží. Od té doby je ostrov administrativně sjednocen. Salamina je oblíbeným výletním cílem pro obyvatele athénské aglomerace, je zde také umístěna hlavní základna řeckého válečného loďstva.
Podle legendárního podání byl za časů trojské války vládcem Salamíny král Telamón, jehož syn Aiás patřil před Trójou k nejstatečnějším řeckým bojovníkům.
Na přelomu 7. a 6. století př. n. l. soupeřila o ostrov, ležící mezi nimi, města Megara a Athény, nakonec se stal součástí athénského panství.
V úžině při východním pobřeží ostrova byla na konci září roku 480 př. n. l. svedena námořní bitva u Salamíny, v níž spojené řecké loďstvo pod Themistokleovým vedením dosáhlo rozhodného vítězství nad početně silnější perskou flotilou.
Ze Salamíny pocházel starořecký dramatik Eurípidés.